# Partecipanti al Tour de France 1955
Qui di seguito viene riportato l'elenco dei partecipanti al Tour de France 1955.

## Corridori per squadra
Nota: R ritirato, NP non partito, FT fuori tempo massimo
| Francia       | Francia               | Francia       | Italia            | Italia             | Italia            | Nord-Est / Centro | Nord-Est / Centro   | Nord-Est / Centro |
| ------------- | --------------------- | ------------- | ----------------- | ------------------ | ----------------- | ----------------- | ------------------- | ----------------- |
| 1             | Louison Bobet         | 1º            | 51                | Giancarlo Astrua   | 7º                | 91                | Ugo Anzile          | 33º               |
| 2             | Jean Bobet            | 14º           | 52                | Danilo Barozzi     | 40º               | 92                | Gilbert Bauvin      | 18º               |
| 3             | André Darrigade       | 49º           | 53                | Rino Benedetti     | 42º               | 93                | Roger Buchonnet     | 51º               |
| 4             | Jean Dotto            | R 16ª         | 54                | Eugenio Bertoglio  | R 6ª              | 94                | Jean-Marie Cieleska | 47º               |
| 5             | Jean Forestier        | 32º           | 55                | Agostino Coletto   | 12º               | 95                | Max Cohen           | 63º               |
| 6             | Bernard Gauthier      | 46º           | 56                | Alessandro Fantini | 25º               | 96                | Roger Hassenforder  | R 8ª              |
| 7             | Raphaël Géminiani     | 6º            | 57                | Pasquale Fornara   | 4º                | 97                | Raymond Reisser     | R 11ª             |
| 8             | François Mahé         | 10º           | 58                | Pietro Giudici     | 30º               | 98                | Gilbert Scodeller   | R 16ª             |
| 9             | Jean Malléjac         | R 11ª         | 59                | Bruno Monti        | 23º               | 99                | Jean Stablinski     | 35º               |
| 10            | Antonin Rolland       | 5º            | 60                | Luciano Pezzi      | 34º               | 100               | Roger Walkowiak     | R 11ª             |
| Belgio        | Belgio                | Belgio        | Lussemburgo\Mista | Lussemburgo\Mista  | Lussemburgo\Mista | Ovest             | Ovest               | Ovest             |
| 11            | Jan Adriaenssens      | 28º           | 61                | Charly Gaul        | 3º                | 101               | Albert Bouvet       | R 3ª              |
| 12            | Jean Brankart         | 2º            | 62                | Francis Gelhausen  | R 4ª              | 102               | Albert Bultel       | R 9ª              |
| 13            | Alex Close            | 9º            | 63                | Willy Kemp         | 60º               | 103               | Claude Colette      | 24º               |
| 14            | Hilaire Couvreur      | R 7ª          | 64                | Nicolas Morn       | R 3ª              | 104               | Claude Le Ber       | R 3ª              |
| 15            | Fred De Bruyne        | 17º           | 65                | Alfred Kain        | R 7ª              | 105               | Fernand Picot       | R 9ª              |
| 16            | Raymond Impanis       | 13º           | 66                | Kurt Schneider     | 50º               | 106               | Maurice Quentin     | 11º               |
| 17            | Stan Ockers           | 8º            | 67                | Heinz Müller       | R 4ª              | 107               | Jean Robic          | R 10ª             |
| 18            | Edgard Sorgeloos      | R 8ª          | 68                | Günther Pankoke    | 37º               | 108               | Pierre Ruby         | 62º               |
| 19            | Richard Van Genechten | R 21ª         | 69                | John Beasley       | R 3ª              | 109               | Henri Sitek         | 68º               |
| 20            | Rik Van Steenbergen   | 55º           | 70                | Russell Mockridge  | 64º               | 110               | Robert Varnajo      | R 8ª              |
| Spagna        | Spagna                | Spagna        | Svizzera          | Svizzera           | Svizzera          | Sud-Est           | Sud-Est             | Sud-Est           |
| 21            | Francisco Alomar      | NP 11ª        | 71                | Jacky Bovay        | 53º               | 111               | Adolphe Deledda     | R 9ª              |
| 22            | Salvador Botella      | R 10ª         | 72                | Carlo Clerici      | R 12ª             | 112               | Armand Di Caro      | 66º               |
| 23            | Gabriel Company       | 57º           | 73                | Emilio Croci-Torti | R 11ª             | 113               | Nello Lauredi       | R 15ª             |
| 24            | Antonio Gelabert      | R 17ª         | 74                | Rolf Graf          | R 9ª              | 114               | Apo Lazaridès       | 39º               |
| 25            | Jesús Loroño          | 20º           | 75                | Hans Hollenstein   | 48º               | 115               | Lucien Lazaridès    | 58º               |
| 26            | Francisco Masip       | R 6ª          | 76                | Marcel Huber       | R 17ª             | 116               | René Genin          |                   |
| 27            | José Mateo            | 65º           | 77                | Ferdi Kübler       | NP 12ª            | 117               | Pierre Molinéris    | R 7ª              |
| 28            | Carmelo Morales       | FT 10ª        | 78                | Otto Meili         | R 13ª             | 118               | Raoul Rémy          | R 8ª              |
| 29            | Miguel Poblet         | 26º           | 79                | Ernst Rudolf       | 67º               | 119               | Lucien Teisseire    | 45º               |
| 30            | Bernardo Ruiz         | 22º           | 80                | Max Schellenberg   | 61º               | 120               | Vincent Vitetta     | 16º               |
| Gran Bretagna | Gran Bretagna         | Gran Bretagna | Île-de-France     | Île-de-France      | Île-de-France     | Sud-Ovest         | Sud-Ovest           | Sud-Ovest         |
| 31            | Dave Bedwell          | R 3ª          | 81                | Nicolas Barone     | 56º               | 121               | Philippe Agut       | 52º               |
| 32            | Tony Hoar             | 69º           | 82                | Stanislas Bober    | R 6ª              | 122               | Louis Bergaud       | R 12ª             |
| 33            | Stan Jones            | FT 7ª         | 83                | Louis Caput        | 54º               | 123               | Robert Desbats      | R 5ª              |
| 34            | Fred Krebs            | R 11ª         | 84                | Jean Dacquay       | 38º               | 124               | Jacques Dupont      | R 5ª              |
| 35            | Bob Maitland          | R 9ª          | 85                | Maurice Diot       | FT 7ª             | 125               | André Dupré         | R 11ª             |
| 36            | Ken Mitchell          | R 11ª         | 86                | Dominique Forlini  | R 10ª             | 126               | Marcel Fernandez    | FT 2ª             |
| 37            | Bernard Pusey         | FT 2ª         | 87                | Raymond Hoorelbeke | 31º               | 127               | Georges Gay         | 43º               |
| 38            | Brian Robinson        | 29º           | 88                | Francis Siguenza   | 44º               | 128               | Valentin Huot       | R 2ª              |
| 39            | Ian Steel             | R 8ª          | 89                | Eugène Telotte     | R 9ª              | 129               | Maurice Lampre      | R 10ª             |
| 40            | Bevis Wood            | R 3ª          | 90                | Isaac Vitre        | R 8ª              | 130               | Jacques Vivier      | R 5ª              |
| Paesi Bassi   |                       |               |                   |                    |                   |                   |                     |                   |
| 41            | Daan de Groot         | 36º           |                   |                    |                   |                   |                     |                   |
| 42            | Piet Haan             | R 9ª          |                   |                    |                   |                   |                     |                   |
| 43            | Jos Hinsen            | 41º           |                   |                    |                   |                   |                     |                   |
| 44            | Jan Nolten            | 21º           |                   |                    |                   |                   |                     |                   |
| 45            | Hein van Breenen      | 27º           |                   |                    |                   |                   |                     |                   |
| 46            | Wies van Dongen       | R 9ª          |                   |                    |                   |                   |                     |                   |
| 47            | Wim van Est           | 15º           |                   |                    |                   |                   |                     |                   |
| 48            | Adri Voorting         | R 9ª          |                   |                    |                   |                   |                     |                   |
| 49            | Gerrit Voorting       | R 8ª          |                   |                    |                   |                   |                     |                   |
| 50            | Wout Wagtmans         | 19º           |                   |                    |                   |                   |                     |                   |